# Lilla Orretjärnen
Lilla Orretjärnen är en sjö i Bengtsfors kommun i Dalsland och ingår i Göta älvs huvudavrinningsområde.
Sjön ligger i Kölvikens naturreservat.